# Krkonošské pohádky

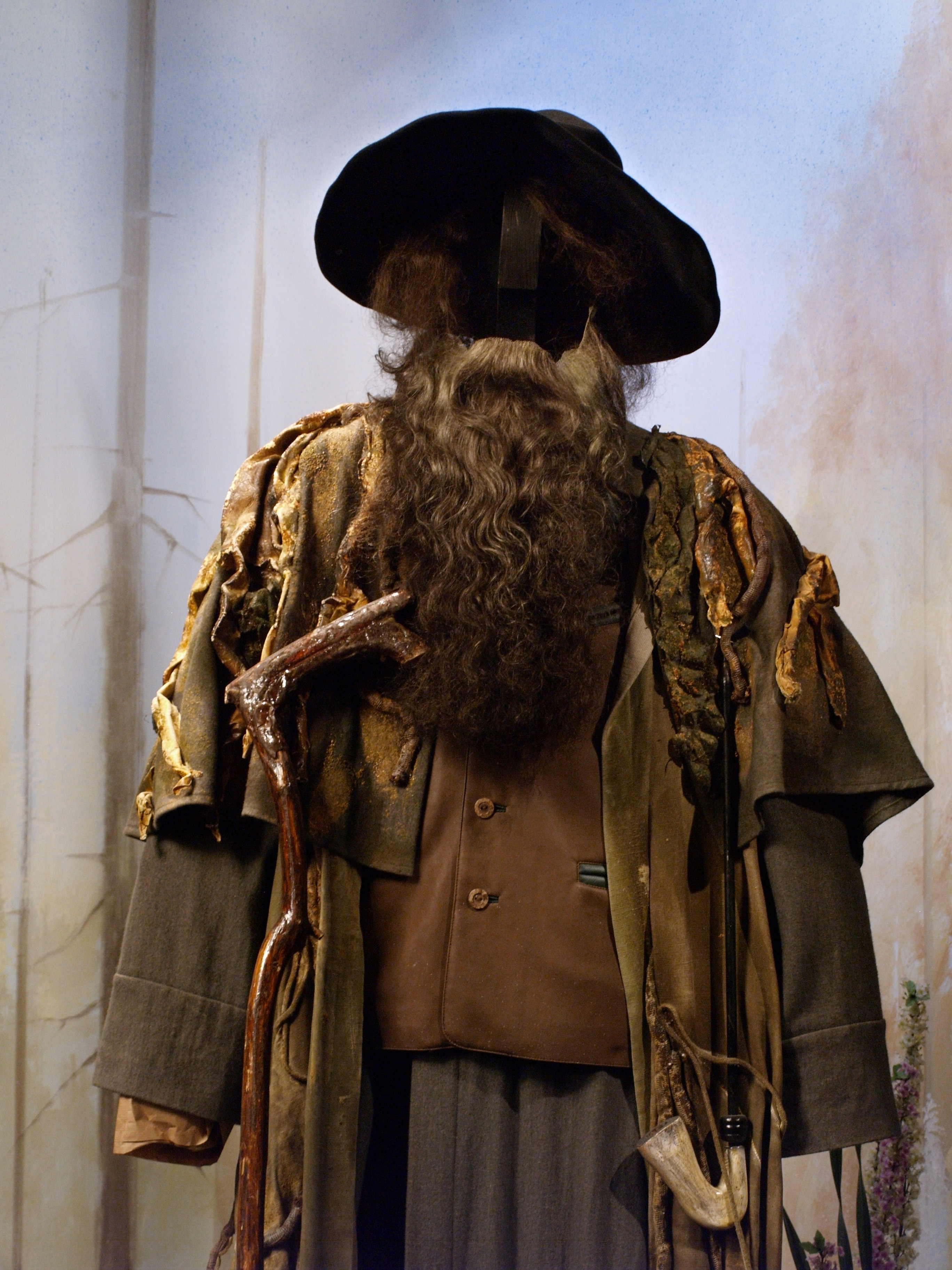
Krakonošův kostým z jiné pohádky v expozici České televize na Kavčích horách

Krkonošské pohádky (podle titulků a DVD obalu Krkonošská pohádka) je český večerníčkový televizní seriál o bájném vládci Krakonošovi natočený režisérkou Věrou Jordánovou v Československé televizi. Skládá se z 20 desetiminutových dílů, přičemž prvních sedm vzniklo roku 1973 (vysílány 1974, 1. až 7. díl), dalších šest roku 1977 (vysílány 1978, nejprve jako 8. až 13. díl, po dotočení třetí řady řazeny jako 8. až 12. a 20. díl) a posledních sedm roku 1984 (vysílány 1986, 13. až 19. díl). V únoru 2013 se stal na základě divácké ankety nejlepším večerníčkem.

## Děj
Zápletky jednotlivých dílů jsou založeny na prakticky stejném principu: Chamtivý a zlý Trautenberk se pokusí na úkor svého velkého a mocného souseda Krakonoše získat nějakou výhodu. Za to je Krakonošem vytrestán. Do svých plánů Trautenberk obvykle zangažuje své sloužící, kteří jen neradi splní jeho příkazy a které proto pak Krakonoš netrestá. V seriálu se prakticky nevyskytují epizodní postavy, jedinou výjimkou je sojka, která Krakonošovi pravidelně donáší informace o Trautenberkových plánech.

## Obsazení
| František Peterka   | Krakonoš              |
| Ilja Prachař        | Trautenberk           |
| Zdeněk Řehoř        | hajný                 |
| Hana Maciuchová     | Anče                  |
| Jaroslav Satoranský | Kuba                  |
| Bohuš Záhorský      | vypravěč              |
| Martin Růžek        | vypravěč (díly 13–19) |

## Seznam dílů
1. Jak Trautenberk lovil v Krakonošově revíru
2. Jak Trautenberk chtěl peříčko z Krakonošovy sojky
3. Jak Trautenberk topil Krakonošovým dřevem
4. Jak Kuba utekl ke Krakonošovi
5. Jak Trautenberk vystrojil hostinu pro štěpanického barona
6. Jak šel Kuba ke Krakonošovi pro poklad
7. Jak chtěl Trautenberk Krakonošovo koření
8. Jak Trautenberk kradl zvířátkům zásoby na zimu
9. Jak Trautenberk vyměnil Krakonošovi fajfku
10. Jak chtěl Trautenberk nový kožich
11. Jak šel Trautenberk do hor pro poklad
12. Jak Trautenberk sušil Krakonošovi louku
13. Jak chtěl Trautenberk poslat Kubu na vojnu
14. Jak si Trautenberk pochutnal na čerstvých pstruzích
15. Jak Trautenberk pořádal vepřové hody
16. Jak Trautenberk chytal ptáčky zpěváčky
17. Jak Trautenberk otrávil strakatou kozu
18. Jak Trautenberk odvedl horské prameny
19. Jak se chtěl Trautenberk pomstít Krakonošovi
20. Jak Trautenberk prodával vodu

Po vytvoření dvou řad končil seriál 13. dílem Jak Trautenberk prodával vodu. Po natočení třetí řady byl tento díl, kterým celý příběh končí, přesunut na 20. pozici.

## Předloha a pokračování
Autorkou scénáře byla spisovatelka a překladatelka Božena Šimková, tehdy v titulcích večerníčku skrytá za jména Zdenky Podhrázské a Marie Kubátové (která již dříve vymyslela postavu Trautenberka), jelikož nemohla veřejně působit kvůli svému odmítavému postoji k okupaci v roce 1968. Kniha Krkonošská pohádka napsaná podle scénáře k večerníčku vyšla roku 1992 (kapitoly jsou zde uvedeny částečně v odlišném pořadí než televizní epizody), následujícího roku vyšlo (již nezfilmované) pokračování Anče a Kuba mají Kubíčka.
V roce 1998 byla na zvukových nosičích vydána nahrávka Jak se dal Trautenberk na čáry máry (opět na motivy Marie Kubátové). Anče a Kuba jsou obsazeni stejně jako v seriálu, dále hrají: Radoslav Brzobohatý – Krakonoš, Josef Větrovec – Trautenberk, Lubomír Lipský – hajný, Jan Přeučil – chramostejl, Štěpánka Haničincová – vypravěčka.
V roce 1999 byla v rámci České sody uvedena parodie Jak Trautenberk loupil v Krakonošově revíru.
S vyzněním natočených pohádek později Marie Kubátová nesouhlasila a v roce 2010 řekla: „Také jste vymyslela Trautenberka. To ano, když jsem pak ale viděla večerníček, tak jsem svoje pohádky nepoznávala. Vyznělo to, jako když Krakonoš rozkulačil kulaka, moc černobíle a nebyl to už můj rukopis. Pak si to knižně vydala scenáristka večerníčku, ale já jsem si řekla, že se na stará kolena dohadovat nebudu, a tak jsem se postavy Trautenberka vzdala.“

## Výraz „muštelka“
V 10. dílu se objevilo pojmenování muštelka pro kožešinová zvířata u potoka (měly by to být buď vydry říční nebo, pravděpodobněji, norci evropští, kteří patří do rodu Mustela.). Ústav pro jazyk český Akademie věd České republiky uvádí: „Není to žádný zoologický termín, nýbrž jazykový konstrukt, který byl inspirován latinským jménem Mustela… Označení muštelka se v češtině vžilo natolik, že se jím běžně pojmenovávají různé lasicovité šelmy.“ Slovník středověké latiny v českých zemích vykládá latinské slovo furunculus jako „mustela, kuna“… Viz také tentýž slovník online (zadat: mustela). K heslu kolčava: kolczawa mustela…, kolczawa lesská mustela… Výraz muštelka není novodobý jazykový konstrukt.
V televizním seriálu si roli muštelek „zahrály“ nutrie z řádu hlodavci. V knižním přepisu Krkonošská pohádka Boženy Šimkové je pojmenování muštelka nahrazeno pojmenováním vydra.